# Fundació Blanquerna
La Fundació Blanquerna és una comunitat universitària i professional, sense ànim de lucre i cofundadora de la Universitat Ramon Llull, la primera universitat privada de Catalunya de la qual forma part juntament amb ESADE, IQS, La Salle, Fundació Pere Tarrés, Facultat de Filosofia de Catalunya, Observatori de l'Ebre, Fundació Vidal i Barraquer, Institut Borja de Bioètica, la Facultat de Turisme i Direcció Hotelera Sant Ignasi i ESDI.

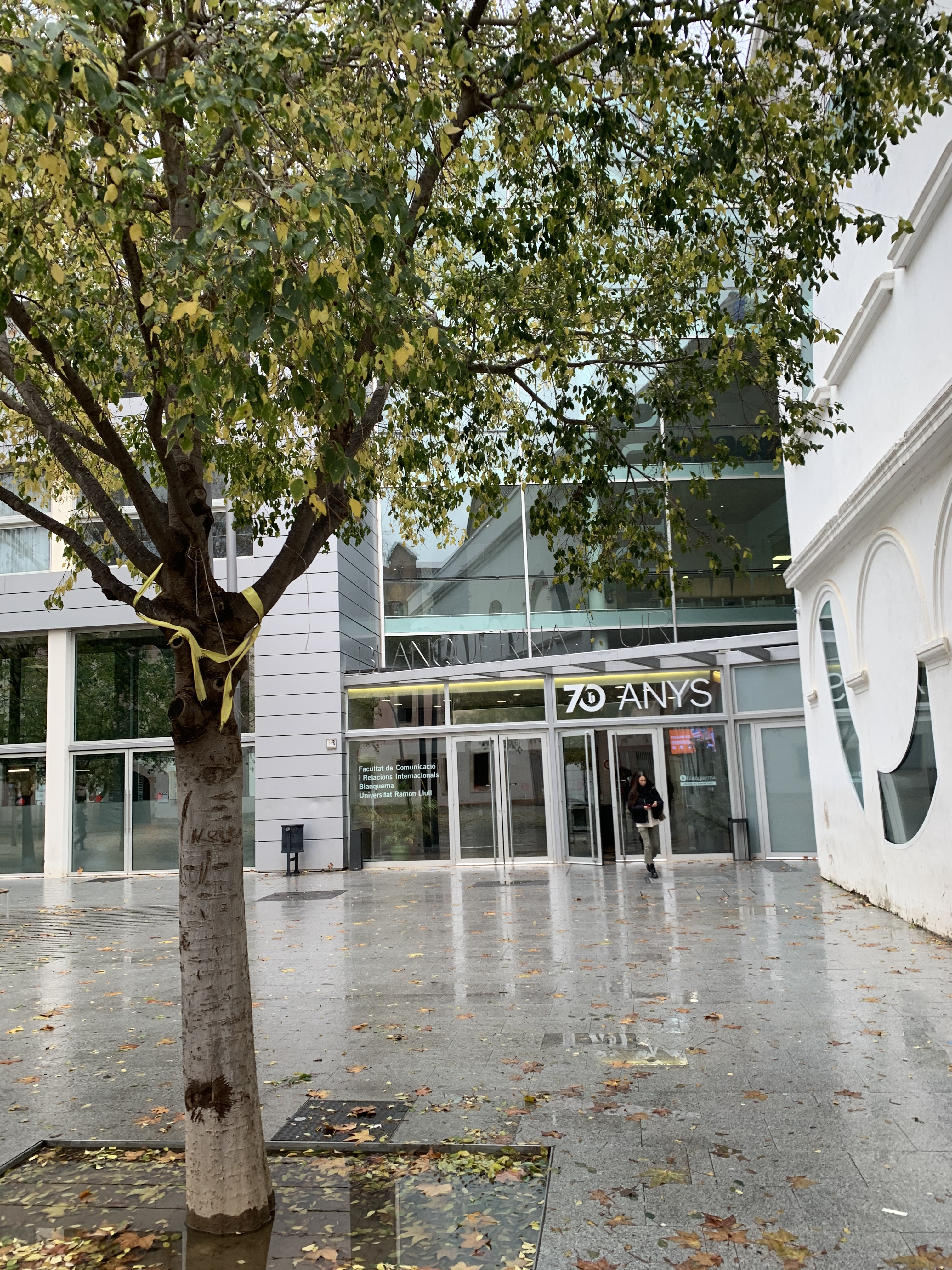
Facultat de Comunicació i Relacions Internacional - el Raval

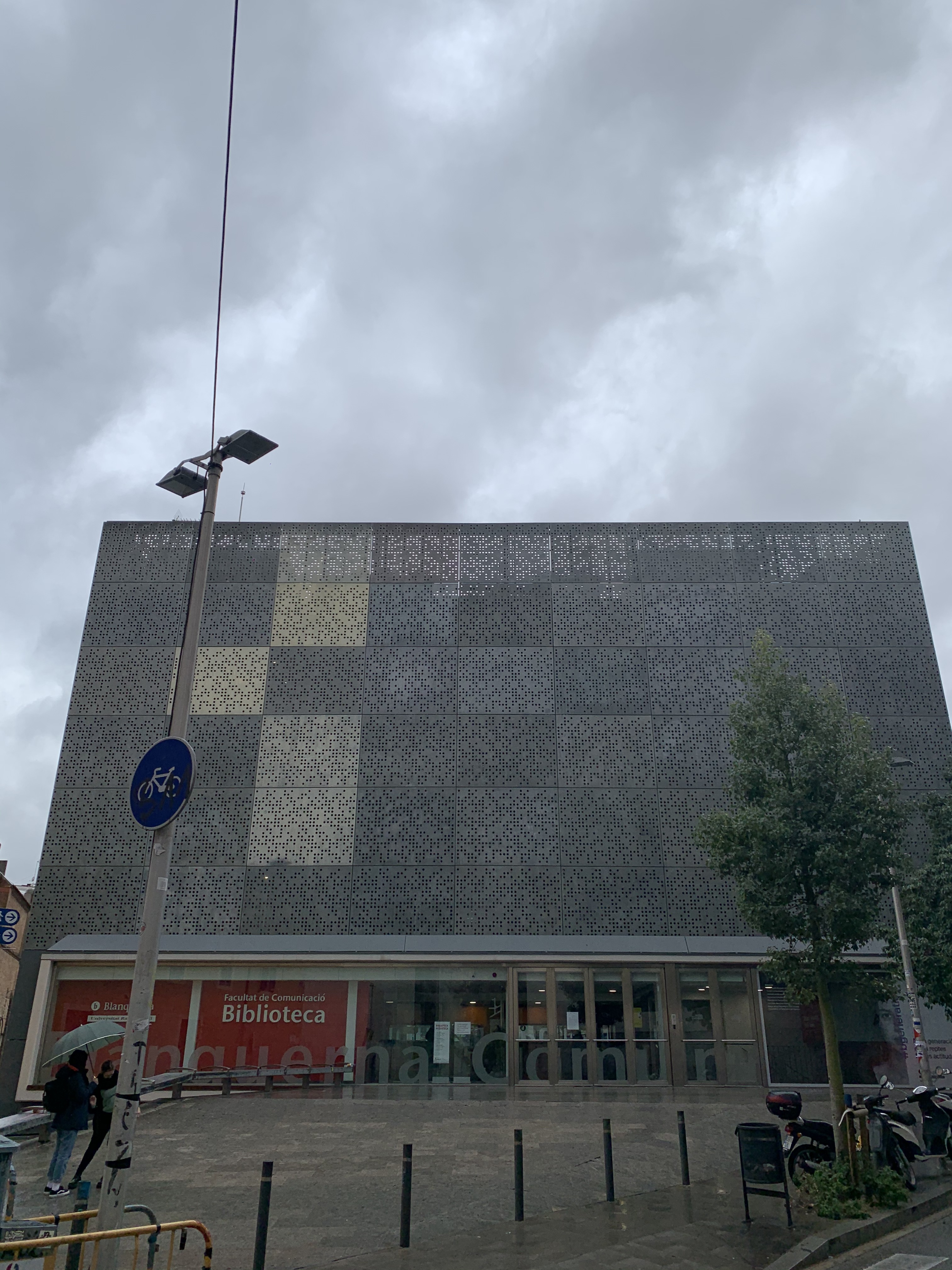
Biblioteca de la Facultat de Comunicació i Relacions Internacionals - el Raval

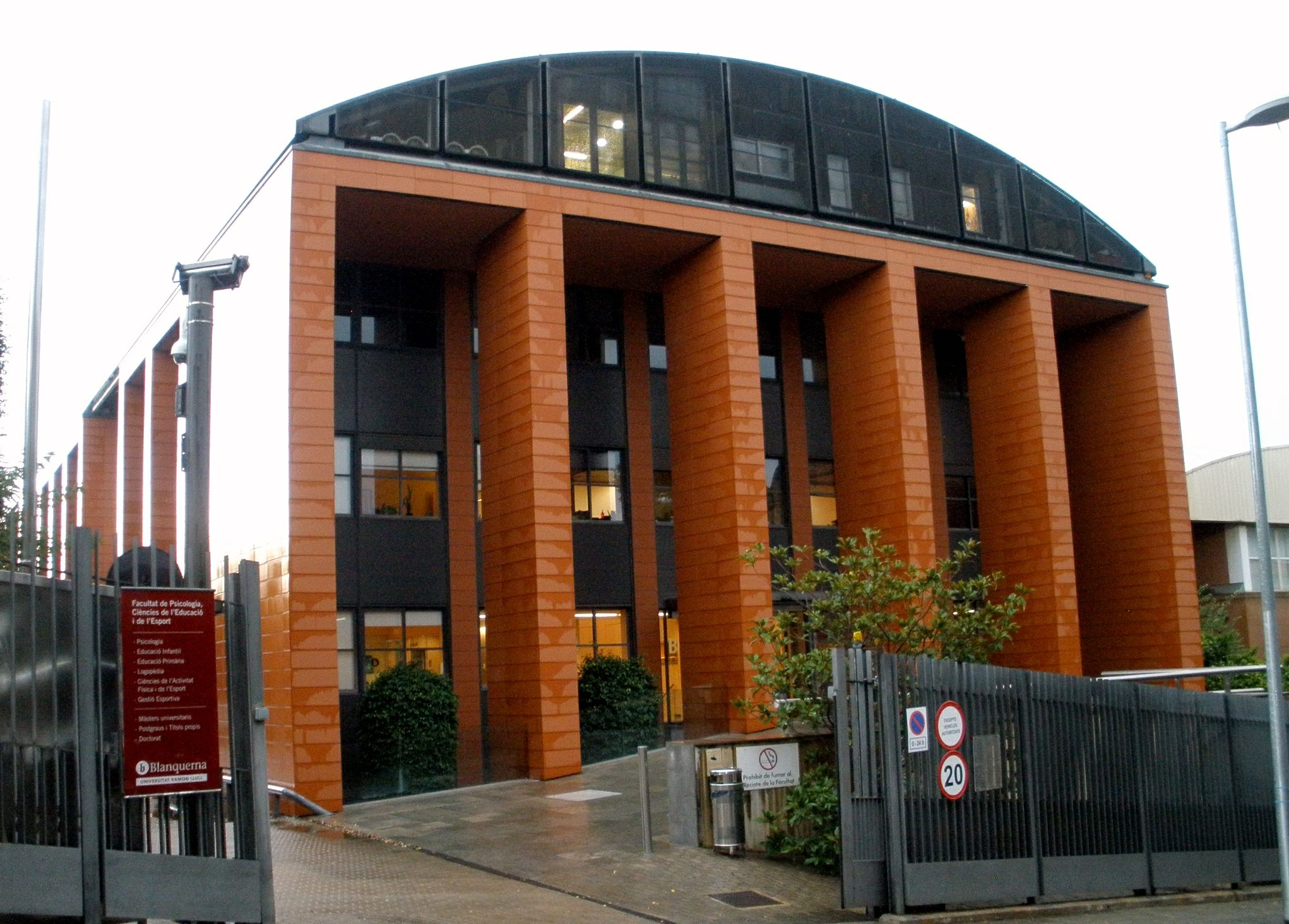
Facultat de Psicologia, Ciències de l'Educació i l'Esport - Sant Gervasi-la Bonanova

## Facultats
De la primera escola de Magisteri, fundada l'any 1948, per contribuir a la renovació pedagògica del nostre país, n'han sorgit les actuals facultats universitàries, totes elles ubicades a Barcelona i configurant un nou concepte de campus urbà:
- Psicologia, Ciències de l'Educació i de l'Esport: grau en Psicologia, grau en Logopèdia, grau en Educació Infantil, grau en Educació Primària, grau en Gestió Esportiva, doble grau en Psicologia i Logopèdia, grau en Ciències de l'Activitat Física i de l'Esport i Bachelor in International Education.
- Facultat de Ciències de la Salut: grau en Infermeria, grau en Fisioteràpia, grau en Nutrició Humana i Dietètica, i grau en Farmàcia.
- Facultat de Comunicació i Relacions Internacionals: grau en Comunicació Audiovisual, grau en Periodisme i Comunicació Corporativa, grau en Publicitat, Relacions Públiques i Màrqueting, grau en Digital Media, grau en Relacions Internacionals, grau en Global Communication Management, i doble títol en Periodisme i Comunicació Corporativa i en Relacions Internacionals.
- Facultat de Relacions Laborals (extinta).

## Història[2]
Té els seus orígens l'any 1948 quan el Bisbat de Barcelona erigeix l'Escola Normal de Mestres, en col·laboració amb diverses institucions i congregacions religioses. Posteriorment, pren el nom de Blanquerna, l'obra pedagògica de Ramon Llull (1971), i s'hi incorporen les Escoles de Magisteri de Sant Joan Bosco de la Salle de Cambrils i de Sant Joan Bosco de Sentmenat (1972).
El 1990 s'inaugura l'edifici del carrer Cister per ser la nova seu de l'Escola Universitària de Mestres i de la seva Formació Permanent. Un any més tard, es produeix l'inici de les llicenciatures de Psicologia i Pedagogia. El 1992 es crea l'Escola Universitària d'Infermeria i Fisioteràpia i dos anys més tard la Facultat de Ciències de la Comunicació. El 1997 s'inaugura la Torre de La Tamarita, seu de la Fundació Blanquerna i de la Càtedra Ramon Llull i de la Factultat de Relacions Laborals (extinta).
L'any 2000 l'Escola Universitària d'Infermeria i Fisioteràpia canvia la seva seu al carrer Padilla. El 2001 es produeix l'inici de la llicenciatura de Ciències de l'Activitat Física i de l'Esport, i es canvia el nom: Facultat de Psicologia, Ciències de l'Educació i de l'Esport. El 2002 s'inicia la diplomatura de Nutrició Humana i Dietètica, torna a haver-hi un canvi de nom, en aquest cas: Escola Universitària d'Infermeria, Fisioteràpia i Nutrició.
Nous inicis segueixen el 2008 amb la incorporació dels Graus de Periodisme, Cinema i TV, i Publicitat i Relacions Públiques. Un any més tard, l'Escola Universitària d'Infermeria, Fisioteràpia i Nutrició es converteix en la Facultat de Ciències de la Salut. A més a més s'inicien els Graus d'Infermeria, Fisioteràpia, Nutrició Humana i Dietètica, Psicologia, Ciències de l'Activitat Física i de l'Esport, Educació Infantil i Educació Primària. L'any 2011 el Grau en Logopèdia i el 2012 el Grau en Relacions Internacionals a la Facultat de Ciències de la Comunicació. Aquest mateix any el govern de la Generalitat de Catalunya atorga la Creu de Sant Jordi a Blanquerna - URL en reconeixement de la "seva aportació a la comunitat educativa a partir de la fidelitat a uns valors humanistes, a un estil de mestratge i a la vocació de servei públic des de la iniciativa social".
L'any 2014, la Facultat de Ciències de la Comunicació va passar a denominar-se Facultat de Comunicació i Relacions Internacionals. D'altra banda, es va iniciar el grau en Farmàcia a la Facultat de Ciències de la Salut i l'IQS.
En 2018, es va posar en marxa el Grau en "Global Communication Management".